# Luzie Juckenburg
Luzie Juckenburg (* 28. Januar 1997 in Forst) ist eine deutsche Schauspielerin, Sängerin und YouTuberin.

## Leben
Luzie Juckenburg sammelte ihre ersten Bühnenerfahrungen im Alter von 4 Jahren im Kinder- und Jugendensemble Pfiffikus Cottbus Bis 2013 wurde sie dort in den Sparten Gesang, Tanz und Kabarett ausgebildet. Von 2014 bis zu ihrem Abitur im Jahr 2016, spielte sie im Jugendklub des Piccolo Theaters Cottbus.
Von 2012 bis 2016 nahm sie Gesangsunterricht am Konservatorium Cottbus, sang in der Bigband sowie im Chor der Young Voices Brandenburg und gewann 2015 den Sonderpreis beim 52. Bundeswettbewerb Jugend Musiziert in der Kategorie Musical.
Im Laufe ihres Schauspielstudiums an der Filmuniversität Babelsberg KONRAD WOLF (2016–2020) bekam sie ihre ersten Rollen in Film- und Fernsehen, unter anderem als Episodenhauptrolle in den TV-Serien Der Lehrer und In Aller Freundschaft und nahm 2017 an der Castingshow The Voice of Germany teil.
Nach ihrer Ausbildung spielte Luzie Juckenburg unter anderem am Hans Otto Theater Potsdam und am Schauspiel Essen.
2020 gründete sie ihren gleichnamigen YouTube-Kanal, auf welchem sie Inhalte zu den Themen: Lifestyle, Vlogs und Video Essays veröffentlicht.

## Filmografie (Auszug)
- 2019 Der Sommer kommt (Ausbildungsfilm)
- 2019 Der Lehrer (Fernsehserie, S8.E2 ...so 'ne kleine Vollmerette!)
- 2020 Soko Wismar (Fernsehserie, S18.E15 Lügen können tödlich sein)
- 2020 Soko Leipzig (Fernsehserie, S22.E3 Auftrag für Hajo)
- 2020 In Aller Freundschaft (Fernsehserie, S24.E9 Vertrauensfrage)
- 2021 OBI – Selbstversorger (Werbung)
- 2022 REWE (Werbung)